# Encina del Carrasco
La Encina del Carrasco es la única encina centenaria que se encuentra en el término municipal de Santibáñez de Béjar, provincia de Salamanca, Castilla y León, España.

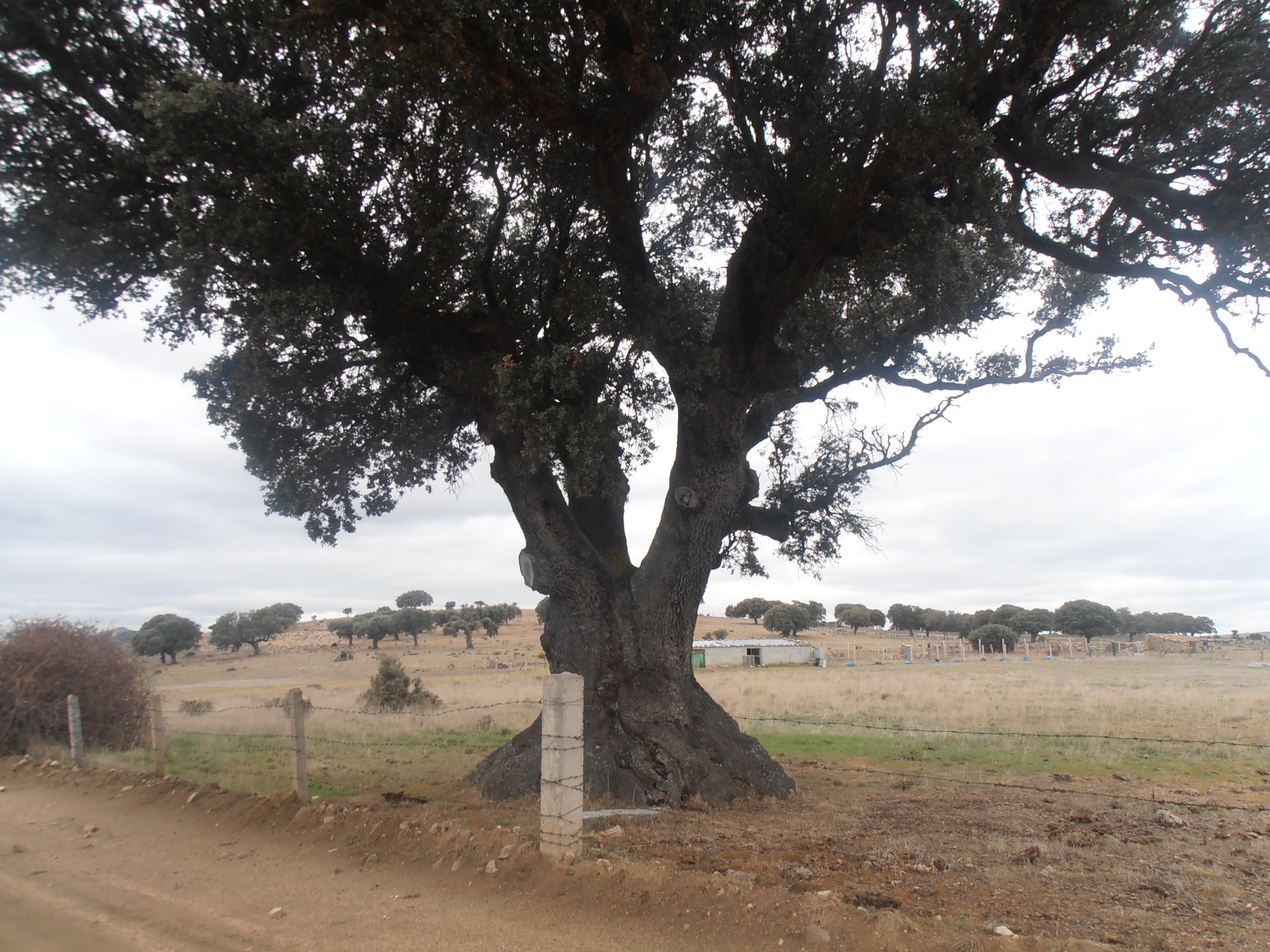
Encina del Carrasco

Se encuentra a 991 metros de altitud, en el camino de la presa, a unos 5 kilómetros del municipio, en el paraje denominado de "las cañás". Se le atribuyen hasta 450 años y tiene una altura de casi 15 metros, cuando lo normal en una encina son 6 o 7. También tiene un perímetro extenso, se necesitan 7 niños para abarcarla. Es muy conocida no sólo en este pueblo, sino en los alrededores.